# Red Flag (Manöver)

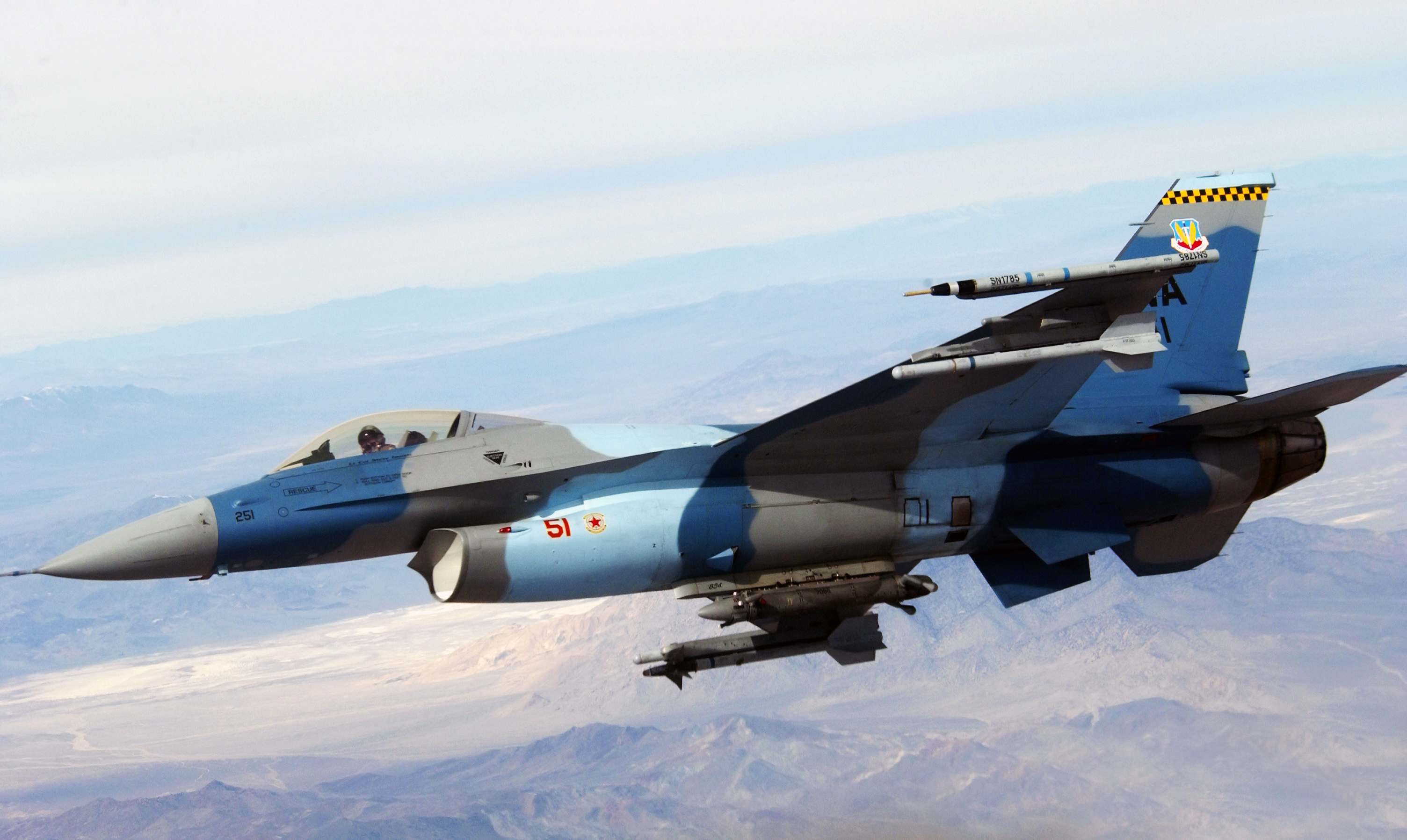
Eine F-16C als Feinddarstellungsflugzeug (Aggressor) während Red Flag 06-1

1S91-Flugabwehr-Radar und 2K12-Kub-Raketenstartfahrzeug 2P25 zur Feinddarstellung bei Red Flag Alaska 2011.

Das Militärmanöver Red Flag findet seit 1975 vier- bis sechsmal im Jahr in der Wüste im Süden des US-amerikanischen Bundesstaats Nevada statt, teilweise unter Beteiligung ausländischer Luftstreitkräfte.
Es beinhaltet ein möglichst realistisches Szenario unter Zuhilfenahme von ehemaligem Kriegsmaterial des Warschauer Pakts, hauptsächlich der Sowjetunion, wie Kampfflugzeuge und Luftabwehrstellungen bzw. deren Suchradare (z. B. SA-6, SA-3, ZSU-23-4). Des Weiteren werden sogenannte Aggressor-Staffeln eingesetzt, welche westliche Kampfflugzeuge (F-15E, F-16) in der Lackierung des Feindes fliegen und deren Taktiken einsetzen, um dem trainierenden Piloten ein möglichst realistisches Angriffsziel zu liefern.
Bomber fliegen Luftangriffe im Tiefflug auf simulierte Stellungen, Konvois und nachgebaute Zielflugplätze, welche realitätsnah mit Kriegsgerät hauptsächlich aus sowjetischer Produktion ausgestattet sind und durch diese Frühwarn- sowie Zielerfassungsradars wie auch durch elektronische Gegenmaßnahmen (Jammer) im elektronischen Bereich eine möglichst reale Übungsumgebung schaffen. Das entsprechende Gerät wurde in Kriegen erbeutet oder während bzw. nach der Auflösung der Sowjetunion von ehemaligen Bruderstaaten aufgekauft. Dieser Teil wird Green Flag genannt.
Die Staffeln starten von der Nellis Air Force Base östlich von Las Vegas und fliegen in die Nellis Range. Die Kampfflugzeuge bilden eine Blue Force (Alliierte) sowie eine Red Force (Feind) und üben sich unter anderem im Luftkampf auf Sicht.

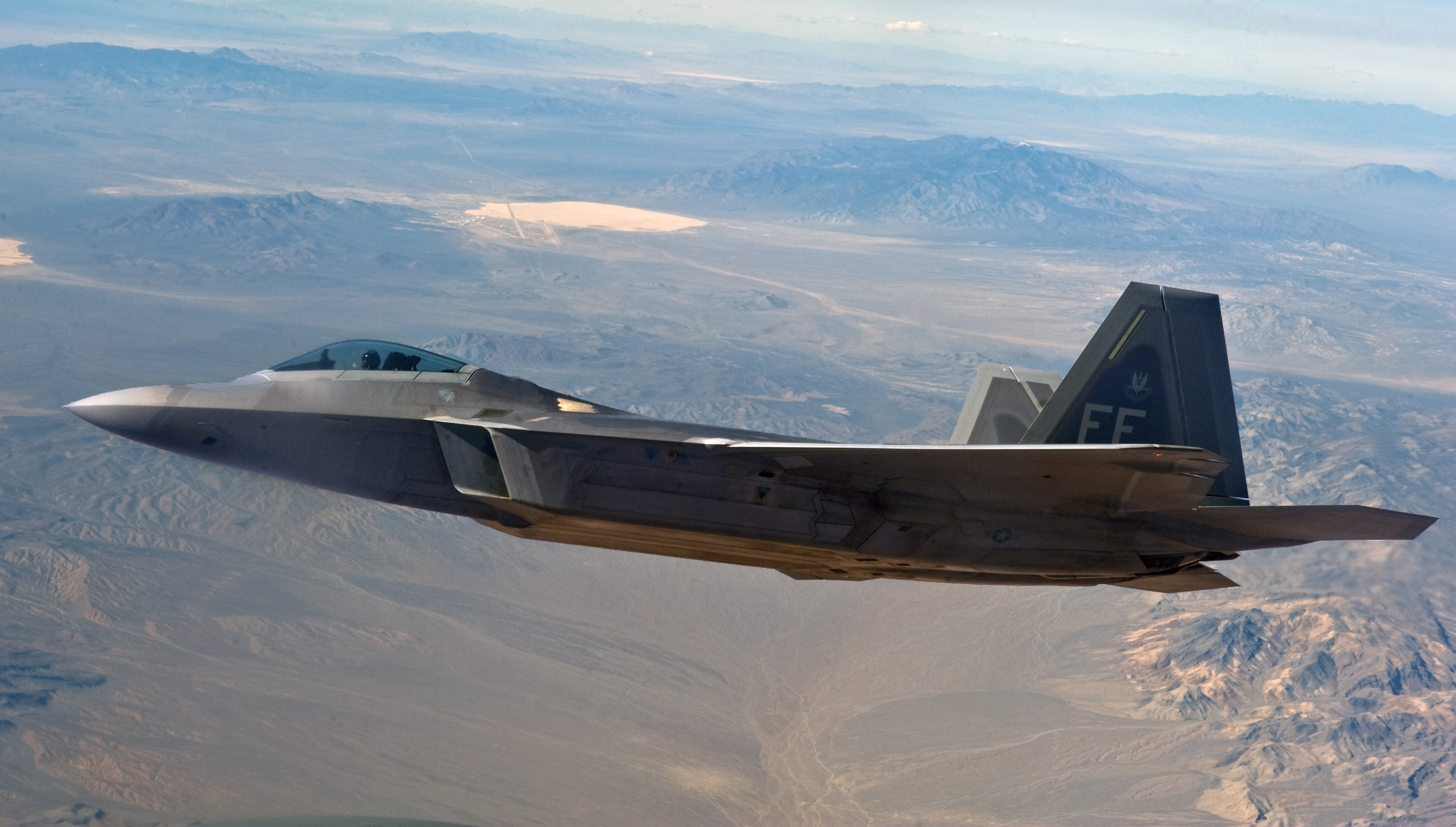
F-22 Raptor während „Red Flag 2013“, im Hintergrund Groom Lake.

Red Flag gilt auf Grund seines besonderen und außergewöhnlichen Szenarios als eines der bedeutendsten Manöver der NATO und hat dadurch einen Bekanntheitsgrad weit über Militär- und Fliegerkreise hinaus gewonnen.

## Red Flag – Alaska
Seit 2006 findet an den Stützpunkten Eielson und Elmendorf ein ähnlich gestaltetes Manöver unter dem Titel Red Flag – Alaska statt, an dem von US-amerikanischer Seite vor allem Kräfte der Pacific Air Forces teilnehmen. Es handelt sich um eine Neuauflage der zunächst über den Philippinen an der Clark Air Base, später in Alaska abgehaltenen Übung Cope Thunder.

## Mediale Erwähnung
Im Film Red Flag: The Ultimate Game von Don Taylor aus dem Jahr 1981 ist dieses Manöver die filmische Rahmenhandlung.